# Tritonia florentiae
Tritonia florentiae là một loài thực vật có hoa trong họ Diên vĩ. Loài này được (Marloth) Goldblatt miêu tả khoa học đầu tiên năm 1974.